# Kanton Guipavas
Guipavas is een kanton van het Franse departement Finistère. Het kanton maakt deel uit van het arrondissement Brest.

## Gemeenten
Het kanton Guipavas omvatte tot 2014 de volgende gemeenten:
- Guipavas (hoofdplaats)
- Le Relecq-Kerhuon

Bij de herindeling van de kantons door het decreet van 13 februari 2014, met uitwerking op 22 maart 2015, werd de gemeente
- Plougastel-Daoulas

aan het kanton toegevoegd.